# 岡山県の神社一覧
岡山県の神社一覧（おかやまけんのじんじゃいちらん）は、岡山県にある神社を市町村ごとにまとめた一覧である。
記載基準としては以下のいずれかに該当するものとする。
- 近代社格制度における県社以上の神社および別表神社
- 『延喜式神名帳』に記載されている式内社の後裔社
- 文化財保護法に基づき国（文部科学大臣）が指定した文化財、または岡山県文化財保護条例に基づき同県教育委員会が指定した文化財を有する神社
- 特殊神事が行われる神社

なお、県内の八幡宮については八幡宮#中国地方およびCategory:八幡宮も参照のこと。

## 岡山市

### 北区
岡山市北区にある神社
| 神社名               | 所在地             | 主な祭神                                           | 神社系列 | 神社庁 | 公式サイト   | 備考 |
| 吉備津神社           | 吉備津（位置）     | 大吉備津彦命                                       |          |        | 吉備津神社   | 備中国一宮 · 官幣中社 · 別表神社 · 式内社（名神大社、備中国賀夜郡吉備津彦神社） · 本殿、拝殿は国宝 · 南随神門、北随神門、御釜殿、木造獅子狛犬は国の重要文化財 · 回廊、行道面、大太刀、高麗版一切経、紙本墨書連歌は県指定有形文化財 · 宮内踊は県指定無形民俗文化財 · |
| 吉備津彦神社         | 一宮（位置）       | 大吉備津彦命                                       |          |        | 吉備津彦神社 | 備前国一宮 · 国幣小社 · 別表神社 · 太刀は国の重要文化財 · 本殿、紙本淡彩神事絵巻は県指定有形文化財 · 御田植祭は県指定無形民俗文化財 · 石造大燈籠は市指定有形文化財                                                                                                  |
| 伊勢神社             | 番町（位置）       | 天照皇大神 豊受大神                                | 神明神社 |        |              | 県社 式内社（備前国御野郡伊勢神社） |
| 今村宮               | 今（位置）         | 天照大御神 春日大神 八幡大神                       |          |        |              | 県社 · 本殿は県指定有形文化財 · |
| 岡山神社             | 石関町（位置）     | 倭迹迹日百襲姫命                                   |          |        | 岡山神社     | 県社 · 式内社（備前国御野郡尾針神社） · 随神門は市指定有形文化財 · |
| 春日神社             | 七日市西町（位置） | 武甕槌命 経津主命 天児屋根命 比売神                | 春日神社 |        | 春日神社     | 県社 |
| 皷神社               | 上高田（位置）     | 遣霊彦命 高田姫命 吉備津彦命 楽楽森彦命 吉備武彦命 |          |        |              | 備中国二宮 県社 式内社（備中国賀夜郡鼓神社） 宝塔は国の重要文化財 |
| 葦守八幡宮           | 下足守（位置）     | 応神天皇                                           | 八幡宮   |        |              | 郷社 · 鳥居は国の重要文化財 · 木瀬浄阿彌作円鏡は県指定有形文化財 · |
| 大井神社             | 大井（位置）       | 百田大兄命                                         |          |        |              | 郷社 |
| 御崎宮               | 北方（位置）       | 大国主命 猿田彦命 須佐之男神                       |          |        |              | 郷社 式内社（備前国御野郡尾治針名眞若比女神社） 日御碕神社からの勧請 |
| 徳藏神社             | 御津河内（位置）   | 天太玉命 八意思兼神 天児屋根命                     |          |        |              | 郷社 |
| 宗形神社             | 大窪（位置）       | 田心姫神 湍津姫神 市杵島姫神                       | 宗像神社 |        |              | 郷社 式内社（備前国津高郡宗形神社） |
| 天津神社             | 津島福居（位置）   | 少彦名命                                           |          |        |              | 村社 · 式内社（備前国御野郡天神社） · |
| 天計神社             | 中井町（位置）     | 手置帆負命 彦狭知命                                |          |        |              | 村社 式内社（備前国御野郡天計神社） 神宮寺山古墳は国の史跡 |
| 石門別神社           | 奥田南町（位置）   | 天津石門別神                                       |          |        |              | 村社 式内社（備前国御野郡石別神社） |
| 石門別神社           | 大供表町（位置）   | 天石門別命                                         |          |        |              | 村社 式内社（備前国御野郡石門別神社） |
| 尾治針名真若比咩神社 | 津島本町（位置）   | 尾治針名真若比咩命                                 |          |        |              | 村社 式内社（備前国御野郡尾治針名眞若比女神社） |
| 尾針神社             | 京山（位置）       | 天火明命 大気都姫神                                |          |        |              | 村社 式内社（備前国御野郡尾針神社） |
| 國神社               | 三門中町（位置）   | 大国主命 事代主命                                  |          |        |              | 村社 · 式内社（備前国御野郡國神社） · |
| 清山神社             | 庭瀬（位置）       | 板倉重昌 板倉重矩                                  |          |        |              | 村社 · 庭瀬城の場内に鎮座 · |
| 天神社               | 三野本町（位置）   | 少彦名命 天御中主命                                |          |        |              | 村社 式内社（備前国御野郡天神社） |
| 星神社               | 真星（位置）       | 甕速日神                                           |          |        |              | 村社 |
| 天野八幡宮           | 青江（位置）       | 応神天皇                                           | 八幡宮   |        |              | 式内社（備前国御野郡天神社） |
| 宗忠神社             | 上中野（位置）     | 黒住宗忠                                           | 黒住教   |        |              | |
| 表 話 編 歴          |                    |                                                    |          |        |              | |

#### 建部町
岡山市北区建部町にある神社
| 神社名      | 所在地         | 主な祭神          | 神社系列 | 神社庁 | 公式サイト | 備考                                                                              |
| 志呂神社    | 下神目（位置） | 事代主命          |          |        |            | 県社 志呂神社御供は県指定無形民俗文化財                                           |
| 和田神社    | 和田南（位置） | 品陀和気命        | 八幡宮   |        |            | 郷社 本殿は市指定有形文化財                                                       |
| 七社八幡宮  | 建部上（位置） | 応神天皇 日本武尊 | 八幡宮   |        |            | 村社 能面は県指定有形文化財 建部祭りは県指定無形民俗文化財 本殿は市指定有形文化財 |
| 表 話 編 歴 |                |                   |          |        |            |                                                                                   |

### 中区
岡山市中区にある神社
| 神社名         | 所在地         | 主な祭神                                                  | 神社系列 | 神社庁 | 公式サイト   | 備考                                               |
| 岡山県護国神社 | 奥市（位置）   | 郷土出身の戦没者                                          | 護国神社 |        |              | 別表神社 · 内務大臣指定護国神社 ·                  |
| 沖田神社       | 沖元（位置）   | 天照大御神 素戔嗚尊 軻遇槌命 倉稲魂命 句句廼智命 おきた姫 |          |        | 沖田神社     | 県社 ·                                             |
| 玉井宮東照宮   | 東山（位置）   | 豊玉比売命 彦火火出見命 玉依比売命 徳川家康               | 東照宮   |        | 玉井宮東照宮 | 県社 · 本殿は県指定有形文化財 · 備前国内別格五社 · |
| 天鴨神社       | 長岡（位置）   | 加茂建角身命                                              | 加茂神社 |        |              | 郷社                                               |
| 大神神社       | 四御神（位置） | 大物主神 大穴牟遅神 少毘古那神 三穂津姫神                 | 三輪神社 |        |              | 郷社 式内社（備前国上道郡大神神社）                |
| 備前国総社宮   | 祇園（位置）   | 大己貴命 須勢理比売命 神社宮八神                          | 総社     |        | 備前国総社宮 | 郷社                                               |
| 表 話 編 歴    |                |                                                           |          |        |              |                                                    |

### 東区
岡山市東区にある神社
| 神社名      | 所在地             | 主な祭神                       | 神社系列 | 神社庁 | 公式サイト | 備考                                                                                                   |
| 安仁神社    | 西大寺一宮（位置） | 五瀬命                         |          |        | 安仁神社   | 備前国一宮 · 国幣中社 · 別表神社 · 式内社（名神大社、備前国邑久郡安仁神社） · 銅鐸は県指定有形文化財 · |
| 布勢神社    | 大多羅町（位置）   | 大己貴命                       |          |        |            | 村社 大多羅寄宮跡は国の史跡                                                                            |
| 往来神社    | 宍甘（位置）       | 八衢比古神 八衢比売神 久那斗神 |          |        |            | 村社 石造鳥居は県指定有形文化財                                                                        |
| 表 話 編 歴 |                    |                                |          |        |            | |

### 南区
岡山市南区にある神社
| 神社名      | 所在地       | 主な祭神                            | 神社系列 | 神社庁 | 公式サイト | 備考                                    |
| 内宮        | 浜野（位置） | 天照大神 倭姫命 大己貴命            | 神明神社 |        |            | 村社 式内社（備前国御野郡伊勢神社）     |
| 廣幡八幡宮  | 阿津（位置） | 応神天皇 神功皇后 仲哀天皇 武内宿禰 | 八幡宮   |        |            | 村社 式内社（備前国児島郡田土浦坐神社） |
| 表 話 編 歴 |              |                                     |          |        |            |                                         |

## 倉敷市
倉敷市にある神社
| 神社名             | 所在地               | 主な祭神                                    | 神社系列 | 神社庁 | 公式サイト | 備考 |
| 足高神社           | 笹沖（位置）         | 大山津見命                                  |          |        |            | 県社 · 式内社（備中国窪屋郡足高神社） ·                                                                                           |
| 阿智神社           | 本町（位置）         | 多紀理毘売命 多岐都比売命 市杵嶋比売命      |          |        | 阿智神社   | 県社 フジは県指定天然記念物 |
| 鴻八幡宮           | 児島下の町（位置）   | 応神天皇 仲哀天皇 神功皇后 仲姫命 玉依姫命  | 八幡宮   |        |            | 県社 鴻八幡宮祭りばやしは県指定無形民俗文化財 木造狛犬は市指定有形文化財                                                          |
| 由加神社           | 児島由加（位置）     | 応神天皇 神功皇后 素盞嗚尊 豊受大神         |          |        |            | 県社 · 本殿は県指定有形文化財 ·                                                                                                   |
| 穴門山神社         | 真備町妹（位置）     | 穴門武姫命                                  |          |        |            | 郷社 式内社（備中国下道郡穴門山神社）                                                                                             |
| 天石門別保布羅神社 | 福田町広江（位置）   | 天手力雄命                                  |          |        |            | 郷社 本殿は市指定有形文化財 釈塔様は市指定有形民俗文化財                                                                          |
| 清田八幡神社       | 曽原（位置）         | 応神天皇 神功皇后 仲哀天皇                  | 八幡宮   |        |            | 郷社 本殿は県指定有形文化財 |
| 熊野神社           | 西阿知町（位置）     | 伊邪那岐命 速玉男命 事解男命 天照大神       | 熊野神社 |        |            | 郷社 · |
| 熊野神社           | 林（位置）           | 伊邪奈岐神 伊邪那美神 速玉之男命 家都御子神 | 熊野神社 |        | 熊野神社   | 郷社 · 本殿（第二殿）は国の重要文化財 · 本殿（第一殿、第三殿、第四殿、第五殿、第六殿）は県指定有形文化財 · 新熊野山は県指定史跡 · |
| 戸島神社           | 玉島乙島（位置）     | 伊邪那岐命 伊邪那美命 天照皇大神 誉田別尊   |          |        |            | 郷社 |
| 羽黒神社           | 玉島中央町（位置）   | 玉依姫命 素戔嗚尊 大国主命 事代主命         | 羽黒神社 |        |            | 郷社 大太刀は県指定有形文化財 六角石燈籠、太刀は市指定有形文化財                                                                  |
| 本荘八幡宮         | 児島通生（位置）     | 品陀別命 足仲彦命 息長帶姫命                | 八幡宮   |        |            | 郷社 · 鳥居は国の重要文化財 · 絵馬は市指定有形文化財 ·                                                                            |
| 祇園神社           | 下津井（位置）       | 素戔嗚命 奇稲田姫命                         | 祇園神社 |        |            | 村社 |
| 鯉喰神社           | 矢部（位置）         | 夜目山主命 夜目麻呂命 狭田安是彦 千田宇根彦 |          |        |            | 村社 旋帯文石は国の重要文化財 楯築遺跡は国の史跡                                                                                  |
| 菅生天津神社       | 西坂（位置）         | 天津神                                      |          |        |            | 村社 式内社（備中国窪屋郡菅生神社）                                                                                               |
| 菅生神社           | 祐安（位置）         | 高皇産霊神                                  |          |        |            | 村社 式内社（備中国窪屋郡菅生神社）                                                                                               |
| 田土浦坐神社       | 下津井田之浦（位置） | 大綿津見神                                  |          |        |            | 式内社（備前国児島郡田土浦坐神社）                                                                                                |
| 箆取神社           | 連島町西之浦（位置） | 大綿津見神 豊玉姫命 玉依姫命                |          |        |            | |
| 表 話 編 歴        |                      |                                             |          |        |            | |

## 津山市
津山市にある神社
| 神社名      | 所在地             | 主な祭神                   | 神社系列 | 神社庁 | 公式サイト | 備考 |
| 中山神社    | 一宮（位置）       | 鏡作神                     |          |        |            | 美作国一宮 · 国幣中社 · 別表神社 · 式内社（名神大社、美作国苫東郡中山神社） · 本殿は国の重要文化財 · 神門、惣神殿、戦国武将文書は市指定有形文化財 · ケヤキは市指定天然記念物 ·                             |
| 大隅神社    | 上之町（位置）     | 大己貴命 少彦名命          |          |        |            | 県社 本殿、神門は市指定有形文化財 神輿は市指定有形民俗文化財 境内は市指定史跡 |
| 貴布禰神社  | 桑上（位置）       | 高龗神 闇龗神              | 貴船神社 |        |            | 県社 |
| 作楽神社    | 神戸（位置）       | 後醍醐天皇 児島高徳        |          |        | 作楽神社   | 県社 太刀は国の重要文化財 |
| 美作総社宮  | 総社（位置）       | 大己貴命                   | 総社     |        | 美作総社宮 | 県社 · 本殿は国の重要文化財 · |
| 高野神社    | 二宮（位置）       | 彦波限建鵜葺草葺不合尊     |          |        | 高野神社   | 美作国二宮 · 県社 · 式内社（美作国苫東郡高野神社） · 木造随身立像、木造獅子、木造神号額は国の重要文化財 · 本殿は県指定有形文化財 · 随身門、覆屋は市指定有形文化財 · 宇那提森のムクノキは市指定天然記念物 · |
| 徳守神社    | 宮脇町（位置）     | 天照大神                   |          |        | 徳守神社   | 県社 社殿は県指定有形文化財 摂社住吉神社本殿は市指定有形文化財 神輿は市指定有形民俗文化財 |
| 白加美神社  | 小田中（位置）     | 天照大神                   |          |        |            | 郷社 社殿、随身門、末社多賀神社社殿は市指定有形文化財 |
| 高野神社    | 高野本郷（位置）   | 高野造祖神                 |          |        |            | 郷社 · 式内社（美作国苫東郡高野神社） · |
| 鶴山八幡宮  | 山北（位置）       | 応神天皇 神功皇后 玉依姫   | 八幡宮   |        |            | 郷社 · 本殿は国の重要文化財 · 拝殿、釣殿、神供所、末社薬祖神社社殿は県指定有形文化財 · |
| 八出天満宮  | 八出（位置）       | 菅原道真                   | 天満宮   |        |            | 郷社 本殿は市指定有形文化財 |
| 熊野神社    | 荒神山（位置）     | 伊弉諾命                   | 熊野神社 |        |            | 村社 荒神山城跡は市指定史跡 |
| 千磐神社    | 加茂町知和（位置） | 素盞嗚神                   |          |        |            | 村社 臥龍藤、スギは市指定天然記念物 |
| 八幡神社    | 田熊（位置）       | 仲哀天皇 神功皇后 応神天皇 | 八幡宮   |        |            | 村社 田熊の舞台は国の重要有形民俗文化財 算額は市指定有形民俗文化財 |
| 表 話 編 歴 |                    |                            |          |        |            | |

## 玉野市
玉野市にある神社
| 神社名      | 所在地             | 主な祭神                                  | 神社系列 | 神社庁 | 公式サイト | 備考                              |
| 鴨神社      | 長尾（位置）       | 味耜高日子根命 仲哀天皇 応神天皇 神功皇后 | 加茂神社 |        |            | 郷社 式内社（備前国児島郡鴨神社） |
| 硯井天満宮  | 八浜町大崎（位置） | 菅原道真                                  | 天満宮   |        |            |                                   |
| 表 話 編 歴 |                    |                                           |          |        |            |                                   |

## 笠岡市
笠岡市にある神社
| 神社名      | 所在地           | 主な祭神                   | 神社系列 | 神社庁 | 公式サイト | 備考                                                                 |
| 神島神社    | 神島外浦（位置） | 神日本磐余彦命             |          |        |            | 村社 式内社（備中国小田郡神嶋神社）                                  |
| 甲弩神社    | 甲弩（位置）     | 素盞嗚命 伊邪那岐命        |          |        |            | 村社 拝殿は市指定有形文化財                                          |
| 菅原神社    | 吉浜（位置）     | 菅原道真                   | 天満宮   |        |            | 村社 眼鏡橋は県指定有形文化財 本殿は市指定有形文化財                 |
| 天神社      | 神島（位置）     | 菅原道真                   | 天満宮   |        |            | 村社 式内社（備中国小田郡神嶋神社） 神島天神祭は市指定無形民俗文化財 |
| 八幡神社    | 真鍋島（位置）   | 応神天皇 神功皇后          | 八幡宮   |        |            | 村社 真鍋島の走り神輿は市指定無形民俗文化財                          |
| 八幡神社    | 有田（位置）     | 応神天皇 神功皇后 玉依姫命 | 八幡宮   |        |            | 式内社（備中国小田郡在田神社）                                       |
| 表 話 編 歴 |                  |                            |          |        |            |                                                                      |

## 井原市
井原市にある神社
| 神社名       | 所在地               | 主な祭神                | 神社系列 | 神社庁 | 公式サイト | 備考                                    |
| 足次山神社   | 井原町（位置）       | 阿須波神                |          |        |            | 郷社 式内社（備中国後月郡足次山神社）   |
| 足次神社     | 西江原町（位置）     | 足名椎神 手名椎神       |          |        |            | 村社 式内社（備中国後月郡足次山神社）   |
| 糸崎八幡神社 | 芳井町西三原（位置） | 誉田和気命 息長帯比売命 | 八幡宮   |        |            | 村社 三原渡り拍子は県指定無形民俗文化財 |
| 大山神社     | 芳井町天神山（位置） | 大山祇神                |          |        |            | 式内社（備中国後月郡足次山神社）        |
| 中山天神社   | 芳井町東三原（位置） | 少彦名命                |          |        |            | 三原渡り拍子は県指定無形民俗文化財      |
| 表 話 編 歴  |                      |                         |          |        |            |                                         |

## 総社市
総社市にある神社
| 神社名       | 所在地           | 主な祭神                                       | 神社系列 | 神社庁 | 公式サイト | 備考                                                                       |
| 備中国総社宮 | 総社（位置）     | 大己貴命 須世理姫命 神祇官八神                 | 総社     |        |            | 県社 式内社（備中国賀夜郡野俣神社） 総社跡は市指定史跡                     |
| 石疊神社     | 秦（位置）       | 経津主神                                       |          |        |            | 村社 式内社（備中国下道郡石疊神社）                                        |
| 古郡神社     | 総社（位置）     | 吉備武彦命                                     |          |        |            | 村社 式内社（備中国賀夜郡古郡神社）                                        |
| 麻佐岐神社   | 秦（位置）       | 大国魂神                                       |          |        |            | 村社 式内社（備中国下道郡麻佐岐神社）                                      |
| 神神社       | 八代（位置）     | 大物主命                                       | 三輪神社 |        |            | 村社 式内社（備中国下道郡神神社）                                          |
| 百射山神社   | 三輪（位置）     | 大山積命 猿田彦命                              |          |        |            | 村社 式内社（備中国窪屋郡百射山神社） 宮山墳墓群、宮山天望古墳は県指定史跡 |
| 横田神社     | 久代（位置）     | 天穂日命 菅原道真                              |          |        |            | 村社 式内社（備中国下道郡横田神社）                                        |
| 軽部神社     | 清音軽部（位置） | 神国常立命 伊弉諾命 天照大神 事解男命 速玉男命 |          |        |            |                                                                            |
| 神明神社     | 福井（位置）     | 天照大神                                       | 神明神社 |        |            |                                                                            |
| 表 話 編 歴  |                  |                                                |          |        |            |                                                                            |

## 高梁市
高梁市にある神社
| 神社名      | 所在地               | 主な祭神                              | 神社系列 | 神社庁 | 公式サイト | 備考                                                                                              |
| 穴門山神社  | 川上町高山市（位置） | 天照大神 倉稲魂神 仲哀天皇 穴門武姫命 |          |        |            | 県社 式内社（備中国下道郡穴門山神社） 本殿、拝殿は県指定有形文化財 穴門山の社叢は県指定天然記念物 |
| 八幡神社    | 和田町（位置）       | 応神天皇 仲哀天皇 神功皇后            | 八幡宮   |        |            | 県社                                                                                              |
| 表 話 編 歴 |                      |                                       |          |        |            |                                                                                                   |

## 新見市
新見市にある神社
| 神社名           | 所在地             | 主な祭神                   | 神社系列        | 神社庁 | 公式サイト | 備考                                        |
| 日咩坂鐘乳穴神社 | 豊永赤馬（位置）   | 大己貴命                   |                 |        |            | 県社 式内社（備中国英賀郡比賣坂鍾乳穴神社） |
| 船川八幡宮       | 新見（位置）       | 誉田別尊                   | 八幡宮          |        |            | 県社                                        |
| 岩山神社         | 上熊谷寺元（位置） | 石凝姥命                   |                 |        |            | 村社                                        |
| 天王八幡神社     | 哲多町蚊家（位置） | 素盞嗚命 稲田姫命 誉田別命 | 祇園神社 八幡宮 |        |            | 村社 金螢発生地は県指定天然記念物           |
| 表 話 編 歴      |                    |                            |                 |        |            |                                             |

## 備前市
備前市にある神社
| 神社名      | 所在地               | 主な祭神                                              | 神社系列 | 神社庁 | 公式サイト | 備考                                                                                                  |
| 閑谷神社    | 閑谷（位置）         | 池田光政 池田輝政 池田利隆                            |          |        |            | 県社 旧閑谷学校芳烈祠は国の重要文化財 閑谷学校敷地内に鎮座                                            |
| 大内神社    | 香登本（位置）       | 大山津見神 大市比売神 木花之佐久夜毘売神 大香山戸臣神 |          |        |            | 郷社 本殿は市指定有形文化財                                                                           |
| 春日神社    | 日生町日生（位置）   | 武甕槌命 斎主命 天児屋根命 姫大神                     | 春日神社 |        |            | 郷社 棟札は市指定有形文化財 獅子舞は市指定無形民俗文化財                                              |
| 神根神社    | 吉永町神根本（位置） | 木花咲耶姫命                                          |          |        |            | 郷社 式内社（備前国和気郡神根神社） 本殿、寛文下文版木は市指定有形文化財 獅子舞は市指定無形民俗文化財 |
| 天津神社    | 伊部（位置）         | 少彦名命 菅原道真                                     |          |        |            | 村社 本殿は市指定有形文化財                                                                           |
| 宇佐八幡宮  | 西片上（位置）       | 応神天皇 神功皇后 仲哀天皇                            | 八幡宮   |        |            | 村社 備前焼狛犬は市指定有形文化財                                                                     |
| 鏡石神社    | 八木山（位置）       | 池田輝政                                              |          |        |            | 村社 剣は県指定有形文化財                                                                             |
| 金彦神社    | 吉永町金谷（位置）   | 金山彦命                                              |          |        |            | 村社 社叢は市指定天然記念物                                                                           |
| 表 話 編 歴 |                      |                                                       |          |        |            | |

## 瀬戸内市
瀬戸内市にある神社
| 神社名       | 所在地               | 主な祭神                                     | 神社系列 | 神社庁 | 公式サイト | 備考 |
| 牛窓神社     | 牛窓町牛窓（位置）   | 応神天皇 神功皇后 比売神 武内宿禰            | 八幡宮   |        |            | 県社 絵馬は県指定有形民俗文化財 本殿は市指定有形文化財 神仙図絵馬、壇渓渡水図絵馬は市指定有形民俗文化財   |
| 片山日子神社 | 長船町土師（位置）   | 片山日子神                                   |          |        |            | 郷社 · 式内社（備前国邑久郡片山日子神社） · 算額は市指定有形文化財 · だんじりは市指定有形民俗文化財 ·     |
| 豊原北島神社 | 邑久町北島（位置）   | 応神天皇 神功皇后 比売神                     |          |        |            | 郷社 · 色々威甲冑は国の重要文化財 · 院庄館跡は国の史跡 · 轡は県指定有形文化財 ·                           |
| 美和神社     | 長船町東須恵（位置） | 大物主命                                     | 三輪神社 |        |            | 郷社 · 式内社（備前国邑久郡美和神社） · 広高八幡宮文字瓦は市指定有形文化財 · ヤマモモは市指定天然記念物 · |
| 春日神社     | 牛窓町長浜（位置）   | 天児屋根命 武甕槌命 斎主命 姫大神            | 春日神社 |        |            | 村社 卜祭は市指定無形民俗文化財                                                                           |
| 鹿忍神社     | 牛窓町鹿忍（位置）   | 天児屋根命 布津主命 武甕槌命 姫大神 山田彦命 |          |        |            | 村社 本殿、男神坐像、菩薩坐像は市指定有形文化財                                                           |
| 五香宮       | 牛窓町牛窓（位置）   | 底筒男命 中筒男命 表筒男命 応神天皇 神功皇后 | 住吉神社 |        |            | 村社 黒韋威鎧、馬具は県指定有形文化財                                                                     |
| 千次神社     | 牛窓町千手（位置）   | 千次神 日吉神                                |          |        |            | 村社 本殿は市指定有形文化財 繋馬図絵馬は市指定有形民俗文化財                                              |
| 多賀神社     | 長船町磯上（位置）   | 伊邪那岐命                                   | 多賀神社 |        |            | 村社 式内社（備前国邑久郡美和神社）                                                                       |
| 日吉神社     | 邑久町豊原（位置）   | 大山咋命                                     | 日吉神社 |        |            | 村社 本殿は市指定有形文化財                                                                               |
| 美和神社     | 長船町福里（位置）   | 大物主神                                     | 三輪神社 |        |            | 村社 · 式内社（備前国邑久郡美和神社） ·                                                                   |
| 若宮八幡宮   | 邑久町尻海（位置）   | 仁徳天皇 仲哀天皇 神功皇后 大山祇神          | 八幡宮   |        |            | 村社 欧風絵馬は県指定有形文化財 石灯籠、絵馬は市指定有形文化財                                            |
| 表 話 編 歴  |                      |                                              |          |        |            | |

## 赤磐市
赤磐市にある神社
| 神社名         | 所在地         | 主な祭神                     | 神社系列 | 神社庁 | 公式サイト | 備考                                                                              |
| 宗形神社       | 是里（位置）   | 田心姫神 湍津姫神 市杵島姫神 | 宗像神社 |        |            | 県社 式内社（備前国赤坂郡宗形神社） 鳥居は県指定有形文化財 本殿は市指定有形文化財 |
| 石上布都魂神社 | 石上（位置）   | 素盞嗚尊                     |          |        |            | 備前国一宮 · 郷社 · 式内社（備前国赤坂郡石上布都之魂神社） · 奥の院は市指定史跡 · |
| 布勢神社       | 仁堀西（位置） | 大穴牟遅命                   |          |        |            | 郷社 式内社（備前国赤坂郡布勢神社）                                               |
| 鴨神社         | 仁塀西（位置） | 別雷命                       | 加茂神社 |        |            | 村社 式内社（備前国赤坂郡鴨神社） スギは市指定天然記念物                          |
| 松尾神社       | 坂辺（位置）   | 大山咋命                     | 松尾神社 |        |            | 村社 本殿は市指定有形文化財                                                       |
| 湯山神社       | 山手（位置）   | 大己貴命                     |          |        |            | 村社 獅子舞は市指定無形民俗文化財                                                 |
| 春日神社       | 小瀬木（位置） | 春日神                       | 春日神社 |        |            | 備前焼獅子は市指定有形文化財                                                      |
| 熊山神社       | 奥吉原（位置） | 大国主命                     |          |        |            | 熊山遺跡は国の史跡                                                                |
| 布勢巨神社     | 中勢実（位置） | 事代主命                     |          |        |            | 式内社（備前国赤坂郡布勢神社）                                                    |
| 表 話 編 歴    |                |                              |          |        |            |                                                                                   |

## 真庭市
真庭市にある神社
| 神社名               | 所在地             | 主な祭神                                                         | 神社系列 | 神社庁 | 公式サイト     | 備考 |
| 形部神社・佐波良神社 | 社（位置）         | 形部神（形部神社） 佐波良神（佐波良神社）                        |          |        |                | 県社（形部神社） 郷社（佐波良神社） 式内社（美作国大庭郡形部神社、美作国大庭郡佐波良神社） 大御堂は市指定有形文化財 スギは市指定天然記念物 |
| 木山神社             | 木山（位置）       | 須佐之男命                                                       | 祇園神社 |        |                | 県社 木造神像文珠大明神坐像は県指定有形文化財 随身門、石灯籠は市指定有形文化財                                                             |
| 高田神社             | 勝山（位置）       | 伊弉諾尊 伊弉册尊 速玉男命 事解男命 天照大神 豊受大神            | 熊野神社 |        |                | 県社 本殿は市指定有形文化財 |
| 朝日神社             | 久世（位置）       | 素戔嗚尊 奇稲田姫命 脚摩乳 手摩乳                                |          |        |                | 郷社 獅子頭は市指定有形文化財 |
| 天津神社             | 高屋（位置）       | 天児屋根命 素戔嗚命 建御名方命                                   |          |        |                | 郷社 獅子頭、鼻高面は県指定有形文化財 石鳥居は市指定有形文化財                                                                             |
| 茅部神社             | 蒜山西茅部（位置） | 天照大神 御年神                                                  |          |        |                | 郷社 石鳥居は市指定有形文化財 |
| 熊野神社             | 上河内（位置）     | 伊弉諾神 伊弉冉神 素戔嗚神 稲田姫命 津速産霊神 速玉男命 事解男命 | 熊野神社 |        |                | 郷社 木造獅子頭は県指定有形文化財 スギは市指定天然記念物                                                                                   |
| 高岡神社             | 上中津井（位置）   | 大倭根子日子賦斗邇命                                             |          |        |                | 郷社 本殿、刀は市指定有形文化財 スギは市指定天然記念物                                                                                     |
| 垂水神社             | 垂水（位置）       | 大己貴神 応神天皇                                                |          |        |                | 郷社 箸立天神伊吹ひばは県指定有形文化財 |
| 福田神社             | 蒜山中福田（位置） | 大己貴命 素盞鳴命 稲田姫命                                       |          |        |                | 郷社 大宮踊は国の重要無形民俗文化財 太刀は市指定有形文化財 イチョウは市指定天然記念物                                                      |
| 長田神社             | 蒜山下長田（位置） | 事代主神                                                         |          |        |                | 郷社 式内社（美作国大庭郡長田神社） お田植祭は市指定無形民俗文化財                                                                         |
| 見明戸八幡神社       | 見明戸（位置）     | 息長帯姫命 誉田別命 武内宿禰命                                   | 八幡宮   |        | 見明戸八幡神社 | 郷社 |
| 米来神社             | 目木（位置）       | 大己貴命 仲哀天皇 応神天皇 神功皇后                              |          |        |                | 郷社 木造獅子狛犬は市指定有形文化財 |
| 壹粟神社             | 社（位置）         | 神大市姫命                                                       |          |        |                | 村社 式内社（美作国大庭郡壹粟神社） |
| 菟上神社             | 社（位置）         | 岐神 弟彦王命                                                    |          |        |                | 村社 式内社（美作国大庭郡菟上神社） |
| 加茂神社             | 蒜山下見（位置）   | 別雷命 瓊瓊杵尊 神日本磐余彦命 天照大神 阿鋤高日子根命           | 加茂神社 |        |                | 村社 スギは市指定天然記念物 |
| 久刀神社             | 社（位置）         | 久那止神                                                         |          |        |                | 村社 式内社（美作国大庭郡久刀神社） |
| 中和神社             | 蒜山下和（位置）   | 久那止神                                                         |          |        |                | 村社 式内社（美作国大庭郡久刀神社） スギは市指定天然記念物                                                                                 |
| 長田神社             | 社（位置）         | 事代主神                                                         |          |        |                | 村社 式内社（美作国大庭郡長田神社） |
| 美甘神社             | 美甘（位置）       | 味鋤高彦根命                                                     |          |        |                | 村社 鉄鈴は市指定有形文化財 |
| 横見神社             | 社（位置）         | 大山津見命                                                       |          |        |                | 村社 式内社（美作国大庭郡横見神社） 式内社神座は市指定史跡                                                                                 |
| 井戸鐘乳穴神社       | 上水田（位置）     | 大己貴命                                                         |          |        |                | 式内社（備中国英賀郡井戸鐘乳穴神社） サクラは市指定天然記念物                                                                              |
| 表 話 編 歴          |                    |                                                                  |          |        |                | |

## 美作市
美作市にある神社
| 神社名       | 所在地       | 主な祭神                       | 神社系列   | 神社庁 | 公式サイト | 備考                                                           |
| 天石門別神社 | 滝宮（位置） | 天手力男神                     | 手力雄神社 |        |            | 県社 式内社（美作国英多郡天石門別神社） 本殿は県指定有形文化財 |
| 讃甘神社     | 宮本（位置） | 大己貴命 味鋤高彦根命 事代主命 |            |        |            | 郷社 ·                                                         |
| 表 話 編 歴  |              |                                |            |        |            |                                                                |

## 浅口市
浅口市にある神社
| 神社名       | 所在地                 | 主な祭神                   | 神社系列 | 神社庁 | 公式サイト | 備考                                      |
| 大浦神社     | 寄島町（位置）         | 応神天皇 神功皇后 仲哀天皇 | 八幡宮   |        | 大浦神社   | 郷社 競馬十二懸神事は町指定無形民俗文化財 |
| 真止戸山神社 | 鴨方町六条院中（位置） | 素盞嗚尊                   | 祇園神社 |        |            | 郷社                                      |
| 安倍神社     | 鴨方町小坂東（位置）   | 安倍晴明                   |          |        |            | 阿部山に鎮座                              |
| 太老神社     | 金光町上竹（位置）     | 天鈿女命 岐神              |          |        |            | 天地無用!シリーズの柾木神社のモデル       |
| 表 話 編 歴  |                        |                            |          |        |            |                                           |

## 和気郡和気町
和気郡和気町にある神社
| 神社名      | 所在地         | 主な祭神                              | 神社系列 | 神社庁 | 公式サイト | 備考                                                     |
| 和気神社    | 藤野（位置）   | 鐸石別命 弟彦王命 和気清麻呂 和気広虫 |          |        | 和気神社   | 県社 · 本殿は町指定有形文化財 · 和気氏の発祥の地に鎮座 · |
| 宇佐八幡宮  | 米沢（位置）   | 応神天皇 大物主命                     | 八幡宮   |        |            | 郷社                                                     |
| 由加神社    | 大田原（位置） | 応神天皇 神功皇后 豊受大神 素盞嗚尊   | 八幡宮   |        | 由加神社   | 郷社 赤松則祐の鎧は町指定有形文化財                      |
| 表 話 編 歴 |                |                                       |          |        |            |                                                          |

## 都窪郡早島町
都窪郡早島町にある神社
| 神社名      | 所在地       | 主な祭神     | 神社系列 | 神社庁 | 公式サイト | 備考 |
| 鶴崎神社    | 早島（位置） | 大吉備津彦命 |          |        | 鶴崎神社   | 郷社 |
| 表 話 編 歴 |              |              |          |        |            |      |

## 浅口郡里庄町
浅口郡里庄町にある神社

## 小田郡矢掛町
小田郡矢掛町にある神社
| 神社名       | 所在地         | 主な祭神              | 神社系列 | 神社庁 | 公式サイト | 備考                                |
| 鵜江神社     | 西川面（位置） | 吉備津彦命            |          |        |            | 郷社 式内社（備中国小田郡鵜江神社） |
| 大元鵜江神社 | 東川面（位置） | 吉備津彦命 宇良御玉神 |          |        |            | 村社 式内社（備中国小田郡鵜江神社） |
| 鵜江神社     | 小林（位置）   | 吉備津彦命            |          |        |            | 村社 式内社（備中国小田郡鵜江神社） |
| 表 話 編 歴  |                |                       |          |        |            |                                     |

## 真庭郡新庄村
真庭郡新庄村にある神社
| 神社名      | 所在地   | 主な祭神                                        | 神社系列 | 神社庁 | 公式サイト | 備考            |
| 御鴨神社    | （位置） | 味鋤高彦根命 天御梶日女命 大己貴命 多紀理毘売命 |          |        |            | 県社 国史見在社 |
| 表 話 編 歴 |          |                                                 |          |        |            |                 |

## 苫田郡鏡野町
苫田郡鏡野町にある神社
| 神社名      | 所在地         | 主な祭神            | 神社系列 | 神社庁 | 公式サイト | 備考                                                        |
| 布勢神社    | 富西谷（位置） | 素盞嗚尊 櫛名田姫命 |          |        |            | 郷社 お田植祭は国の選択無形民俗文化財、県指定無形民俗文化財 |
| 表 話 編 歴 |                |                     |          |        |            |                                                             |

## 勝田郡

### 勝央町
勝田郡勝央町にある神社
| 神社名      | 所在地         | 主な祭神                   | 神社系列 | 神社庁 | 公式サイト | 備考 |
| 諏訪神社    | 河原（位置）   | 建御名方命                 | 諏訪神社 |        |            | 郷社 |
| 八幡神社    | 黒坂（位置）   | 応神天皇 仲哀天皇 神功皇后 | 八幡宮   |        |            | 郷社 |
| 日吉神社    | 植月北（位置） | 大山咋命 大己貴命          | 日吉神社 |        |            | 郷社 |
| 表 話 編 歴 |                |                            |          |        |            |      |

### 奈義町
勝田郡奈義町にある神社
| 神社名      | 所在地         | 主な祭神                                | 神社系列 | 神社庁 | 公式サイト | 備考                                          |
| 諾神社      | 成松（位置）   | 伊弉諾尊                                |          |        |            | 県社                                          |
| 松神神社    | 中島東（位置） | 伊邪那岐命 武内宿禰 足仲彦命 息長足姫命 |          |        |            | 村社 松神神社歌舞伎舞台は県指定無形民俗文化財 |
| 表 話 編 歴 |                |                                         |          |        |            |                                               |

## 英田郡西粟倉村
英田郡西粟倉村にある神社

## 久米郡

### 久米南町
久米郡久米南町にある神社
| 神社名      | 所在地         | 主な祭神                                           | 神社系列 | 神社庁 | 公式サイト | 備考 |
| 稲岡神社    | 南庄（位置）   | 神日本磐余彦命 伊弉册命 事代主命 大己貴命 奥津姫命 |          |        |            | 郷社 |
| 北山神社    | 北庄（位置）   | 伊弉諾命 速玉男命 事解男命                         | 熊野神社 |        |            | 郷社 |
| 厨神社      | 上弓削（位置） | 保食神 応神天皇 事代主命                           |          |        | 厨神社     | 郷社 |
| 波多神社    | 羽出木（位置） | 速玉男命                                           |          |        |            | 郷社 |
| 表 話 編 歴 |                |                                                    |          |        |            |      |

### 美咲町
久米郡美咲町にある神社

## 加賀郡吉備中央町
加賀郡吉備中央町にある神社
| 神社名      | 所在地           | 主な祭神                     | 神社系列 | 神社庁 | 公式サイト | 備考 |
| 吉川八幡宮  | 吉川（位置）     | 応神天皇 仲哀天皇 神功皇后   | 八幡宮   |        |            | 県社 · 本殿は国の重要文化財 · 拝殿、随神門は県指定有形文化財 · 吉川八幡宮当番祭は県指定無形民俗文化財 · |
| 鴨神社      | 上加茂（位置）   | 別雷命                       | 加茂神社 |        |            | 郷社 式内社（備前国津高郡鴨神社）                                                                       |
| 総社        | 加茂市場（位置） | 大己貴命 天照皇大神          | 総社     |        |            | 郷社 石灯籠、石造地蔵菩薩立像は県指定有形文化財 加茂大祭は県指定無形民俗文化財                          |
| 川合神社    | 田土（位置）     | 誉田別尊 気長足姫尊 足仲彦尊 | 八幡宮   |        |            | 村社 夏祭のだしは県指定無形民俗文化財 本殿は町指定有形文化財                                            |
| 大和神社    | 宮地（位置）     | 応神天皇 神功皇后            |          |        |            | 村社 式内社（備中国賀夜郡野俣神社）                                                                     |
| 表 話 編 歴 |                  |                              |          |        |            | |